# Стенлі Туччі
Стенлі Туччі (англ. Stanley Tucci, нар. 11 листопада 1960, Пікскілл, Нью-Йорк, США) — американський актор театру і кіно, сценарист, режисер і продюсер. Володар кількох премій «Еммі» і «Золотий глобус». Відомий своїми ролями у фільмах «Джулі і Джулія: Готуємо щастя за рецептом», «Диявол носить Прада». Роль у трилері «Милі кості» принесла йому в 2009 році номінацію на «Оскар».

## Біографія
Стенлі Туччі народився 11 листопада 1960 року в Нью-Йорку в італоамериканській сім'ї. Його мати, Джоан Тропіано (англ. Joan Tropiano), була секретарем, а батько, Стенлі Туччі-старший (англ. Stanley Tucci, Sr.), працював у школі вчителем малювання. У Стенлі є сестра Крістін Туччі (Christine Tucci), вона також стала актрисою. Його кузеном є сценарист Джозеф Тропіано (Joseph Tropiano). У школі Стенлі грав у футбольній і баскетбольній командах, але інтерес до драматичного мистецтва в підсумку виявився сильнішим любові до спорту. Туччі з друзями брав участь майже в усіх постановках шкільного театрального гуртка і це визначило його вибір професії. У 1982 році він отримав ступінь бакалавра мистецтв в Університеті штату Нью-Йорк у Перчейзі (англ. State University of New York at Purchase), округ Вестчестер.

## Акторські роботи
У 1982 році Стенлі дебютував на Бродвеї в п'єсі «Королева і заколотники». У 1985 році він вперше отримав невелику роль в кіно — у драмі «Честь сім'ї Пріцці». Протягом 90-х він в основному грав другорядні ролі в маловідомих фільмах, хоча потрапляв і в такі хіти, як «Бетховен». Помітними роботами стали фільми «Справа пеліканів» і «Поцілунок смерті».
Свої перші головні ролі Стенлі зіграв в романтичних комедіях «Сучасний роман» (1995) і «Сімейна справа» (2001). У 1996 році Стенлі зняв фільм «Велика ніч» і зіграв у ньому одну з ролей. Сценарій картини він написав разом зі своїм кузеном Джозефом Тропіано. У роботі над фільмом брали участь і інші родичі Стенлі: у кадрі з'являється його сестра Христина, а книгу рецептів для фільму написала його мати. Фільм був показаний на кінофестивалі в Санденсі і приніс Стенлі і Джозефу приз за найкращий сценарій.
Визнання Стенлі Туччі отримав у другій половині 90-х завдяки телебаченню. Його ролі в серіалах «Одне вбивство», «Хрещений батько ефіру», телефільмі «Змова» були відзначені численними номінаціями та преміями.
У 2000-х Туччі почав з'являтися у великих голлівудських проектах: «Щасливе число Слевіна», «Термінал», «Диявол носить Прада», «Покоївка з Мангеттену», «Улюбленці Америки», «Джулі і Джулія: Готуємо щастя за рецептом», «Бурлеск». Стенлі не забував і про телебачення. У 2006 він з'явився в комедійному серіалі «Дефективний детектив» (Монк), і його роль була відзначена «Еммі». У 2007 році Туччі знявся в декількох епізодах культового серіалу «Швидка допомога». У 2009 році Стенлі зіграв серійного вбивцю в психологічній драмі «Милі кості». Ця роль принесла йому номінації на всі основні акторські премії.
У 2010 році Туччі виступив як театральний режисер, поставивши п'єсу «Позичте тенора» на Бродвеї. У тому ж році на екрани вийшли комедія «Відмінниця легкої поведінки», в якій Туччі зіграв батька головної героїні. Також актор взяв участь в озвучуванні анімаційної стрічки «Мавпи в космосі: Удар у відповідь 3D». У липні 2010 року Стенлі Туччі оголосив, що збирається зняти комедію «Мама і я» про стосунки матері і дочки. Головні ролі в його новому проекті зіграють Меріл Стріп (Meryl Streep) і Тіна Фей (Tina Fey).
Відомий також роллю Цезаря Флікермана у фантастичному трилері «Голодні ігри» (2012).

## Особисте життя
У 1995 році Стенлі Туччі одружився з Кейт (Kate Tucci). У 2000 році у пари народилися близнюки Ніколо Роберт (Nicolo Robert) та Ізабель Кончетта (Isabel Concetta). У 2002 році з'явилась на світ їхня третя дитина — дочка Камілла (Camilla). Однак у березні 2003 року Стенлі і Кейт розійшлися.
З квітня 2003 по березень 2004 у Стенлі був роман із колегою за бродвейською постановкою Еді Фалко (Edie Falco). Пізніше він повернувся до дружини.
У квітні 2009 року Кейт померла від раку грудей. Підтримати Стенлі на її похороні прийшли його друзі — актори Стів Бушемі, Патрісія Кларксон, Джон Туртурро і Ейдан Квінн (Aidan Quinn).
Якийсь час Стенлі Туччі проживав із дітьми в Нью-Йорку, в районі Південний Салем (South Salem).
У 2011 році заручився із Фелісіті Блант, старшою сестрою акторки Емілі Блант, партнерки Туччі у фільмі «Диявол носить Прада». Пара познайомилася 2010 року на весіллі Емілі та Джона Кразінські. Церемонія укладання шлюбу Туччі і Блант відбулася влітку 2012 року, а повноцінне весілля — 29 вересня. Відтак Емілі — своячениця, а Джон — свояк Туччі.
Подружжя проживає в Лондоні разом із сином (народився в січні 2015) та дочкою (народилася в квітні 2018).
Стенлі пов'язує давня дружба з Меріл Стріп. В «Джулі і Джулія: Готуємо щастя за рецептом» вони зіграли чоловіка і дружину, а в «Диявол носить Прада» — колег.

## Нагороди
«Милі кості» принесли Стенлі Туччі номінацію на «Оскар», премію «Сатурн», британську премію BAFTA і «Золотий глобус». Туччі п'ять разів номінувався на «Еммі» і отримав приз двічі — за серіали «Монк» і «Хрещений батько ефіру». «Золотий глобус» йому принесли роботи в телефільмі «Сімейна справа» і серіалі «Хрещений батько ефіру». У 1996 році Стенлі разом із кузеном Джозефом Тропіано на кінофестивалі «Санденс» отримав премію імені Волдо Солта за найкращий сценарій за «Велику ніч». У 2002 році Стенлі був номінований на театральну премію «Тоні» за роль у «Френкі та Джонні в „Клер де Лун“».

## Фільмографія
- 1985 : Честь сім'ї Пріцци / Prizzi's Honor
- 1987 : Хто це дівчисько? / Who's That Girl
- 1988 : Мавпячі витівки / Monkey Shines
- 1990 : Швидкі зміни / Quick Change
- 1991 : Люди, гідні поваги / Men of Respect
- 1991 : Біллі Батгейт / Billy Bathgate — Лаки Лучано
- 1992 : Прелюдія до поцілунку / Prelude to a Kiss
- 1992 : Бетховен / Beethoven
- 1992 : Фотограф / The Public Eye
- 1993 : З життя таємних агентів / Undercover Blues — Морті, Муерте , — гангстер -невдаха
- 1993 : Досьє Пелікан / The Pelican Brief
- 1994 : Це могло трапитися з вами / It Could Happen to You
- 1994 : Місіс Паркер і порочне коло / Mrs. Parker and the Vicious Circle
- 1995 : Поцілунок смерті (фільм, 1995) / Kiss of Death
- 1995 : Присяжний / Jury Duty
- 1996 : Денні мандрівники / The Daytrippers
- 1996 : Велика ніч / Big Night
- 1997 : Життя гірше звичайного / A Life Less Ordinary
- 1998 : Монтана / Montana
- 1998 : Самозванці / The Impostors
- 1999 : На дні безодні / In Too Deep
- 1999 : Сон в літню ніч / A Midsummer Night's Dream
- 2001 : Змова / Conspiracy
- 2001 : Улюбленці Америки / America's Sweethearts — Дейв Кінгман
- 2001 : Тротуари Нью -Йорка / Sidewalks of New York
- 2001 : Сімейна справа / The Whole Shebang
- 2002 : Проклятий шлях / Road to Perdition
- 2002 : Покоївка з Мангеттену / Maid in Manhattan
- 2002 : Великі неприємності / Big Trouble
- 2003 : Земне ядро: Кидок у пекло / The Core
- 2004 : Давайте потанцюємо / Shall We Dance
- 2004 : Життя і смерть Пітера Селлерса / The Life and Death of Peter Sellers
- 2004 : Термінал (фільм) / Terminal
- 2006 : Диявол носить Прада (фільм) / The Devil Wears Prada
- 2006 : / Four Last Songs
- 2006 : Щасливе число Слевіна / Lucky Number Slevin
- 2006 : Містифікація / The Hoax
- 2008 : Одного разу в Голлівуді / What Just Happened ?
- 2008 : Кит Киттредж: Загадка американської дівчинки / Kit Kittredge: An American Girl
- 2008: На тверезу голову / Swing Vote
- 2008 : Космомавпи / Space Chimps
- 2009 : Джулі і Джулія: Готуємо щастя за рецептом / Julie & Julia — Пол Чайлд, чоловік Джулії
- 2009 : Милі кості (фільм) / The Lovely Bones — містер Харві
- 2010 : Відмінниця легкої поведінки / Easy A — Ділл Пендергаст, батько Олів
- 2010 : Бурлеск (фільм) / Burlesque — Шон, друг власниці клубу, костюмер
- 2011 : Перший месник / Captain America: The First Avenger — доктор Авраам Ерскін
- 2011 : Межа ризику (фільм) / Margin Call — Ерік Дейл
- 2012 : Брудні ігри / The Company You Keep — Рей Фуллер
- 2012 : Голодні ігри (фільм) / The Hunger Games — Цезар Флікерман
- 2012 : Гамбіт (фільм, 2012) / Gambit — Зейденвебер
- 2013 : Персі Джексон: Море чудовиськ (фільм) / Percy Jackson: Sea of Monsters — Діоніс
- 2013 : Джек — вбивця велетнів / Jack the Giant Killer — лорд Родерік
- 2013 : Твій голос у мене в голові / Your Voice in My Head — доктор Р.
- 2013 : Голодні ігри: У вогні / The Hunger Games: Catching Fire — Цезар Флікерман
- 2013 : П'ята влада (фільм) / The Fifth Estate — Джеймс Босуелл
- 2014 : Гнів / Heat — «Малюк»
- 2014 : Трансформери 4: Епоха винищення / Transformers: Age of Extinction — «Джошуа»
- 2014 : Голодні ігри: Переспівниця. Частина І / The Hunger Games: Mockingjay — Part 1 — Цезар Флікерман
- 2015 : Голодні ігри: Переспівниця. Частина ІІ / The Hunger Games: Mockingjay — Part 2 — Цезар Флікерман
- 2015 : Шалена карта — Малюк
- 2017 : Трансформери: Останній лицар / Transformers: The Last Knight—Мерлін
- 2018 : Поліцейський пес / Show Dogs — Філіпп (озвучення)
- 2018 : Приватна війна / A Private War — Тоні Шоу
- 2018 : Номіс / Night Hunter — Комісар Гарпер
- 2019 : Мовчання / The Silence — Г'ю Ендрюс
- 2020 : Відьми / The Witches
- 2020 : Супернова /Supernova
- 2021 : Kingsman: Велика гра / Kingsman: The Great Game — Мерлін
- 2021 : Красуня на драйві / Jolt — Манчін
- 2023 : Цитадель / Citadel
- 2024 : Конклав / Conclave
- 2025 : Електричний штат / The Electric State
- 2026 : Диявол носить «Прада» 2 / The Devil Wears Prada 2